# Монторфано
Монторфано (італ. Montorfano) — муніципалітет в Італії, у регіоні Ломбардія, провінція Комо.
Монторфано розташоване на відстані близько 510 км на північний захід від Рима, 36 км на північ від Мілана, 7 км на південний схід від Комо.

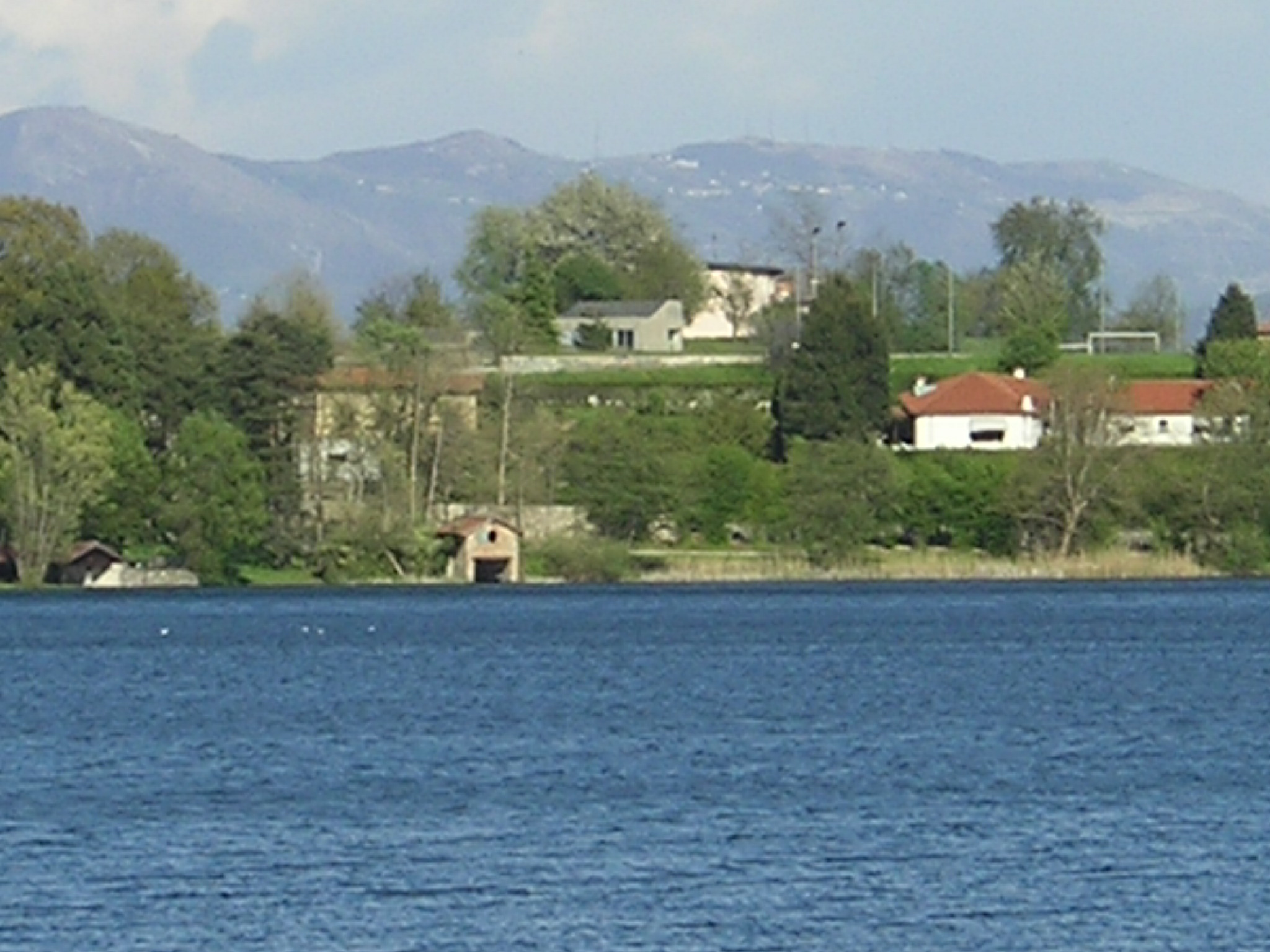

Населення — 2635 осіб (2014).

## Демографія
Населення за роками:

Станом на 1 січня 2023 року в муніципалітеті офіційно проживало 137 іноземців з 29 країн, серед них 63 громадяни країн Євросоюзу та 9 громадян України.

## Сусідні муніципалітети
- Альбезе-кон-Кассано
- Альцате-Бріанца
- Кап'яго-Інтім'яно
- Ліпомо
- Орсеніго
- Тавернеріо